# Port lotniczy Varkaus
Port lotniczy Varkaus (fi.: Varkauden lentoasema, ang.: Varkaus Airport, kod IATA: VRK, kod ICAO: EFVR) – lotnisko położone w Joroinen, w prowincji Finlandia Wschodnia, w Finlandii. 